# عز الدين بن شداد
عز الدين بن شدَّاد الحلبي مؤرخ من مدينة حلب، ومسؤول في الدولة الأيوبية.

## سيرته
محمد بن علي بن إبراهيم بن شداد الحلبي، المُلقَّب بعز الدين، والمعروف بابن شداد.
ولد بحلب 3/ 12/ 613 هـ الموافق 12/ 3/ 1217.
وتوفي بالقاهرة يوم الأربعاء 19 صفر 684هـ الموافق 25/ 4/ 1285 ودفن بالقرافة بسفح المقطم [والذي في ترجمته أنه توفي يوم الأربعاء في 17 من صفر لكن ذلك يصادف يوم الاثنين].
اشتهر بكتابه الأعلاق الخطيرة في ذكر أمراء الشام والجزيرة، وهي وصف للعمارة الجغرافية التاريخية لبلاد الشام والعراق والجزيرة الفراتية، والتي كتبها في منفاه بمصر بعد أن اجتاح المغول مدينته في سوريا، يُظن بأن ما دفعه للكتابة عن العمارة هو حزنه بسبب تدمير المغول معالم عمارة الشام والعراق التي أفنى فيها المسلمون والعرب حياتهم. تُرجم هذا العمل إلى الفرنسية ونشرته آني ماري إيده تحت عنوان وصف شمال سوريا، في دمشق عام 1984.